# Bobot jezik
Bobot jezik (ISO 639-3: bty; ostali nazivi za nejga su ahtiago, atiahu, hatumeten, ntau, werinama), jedini predstavnik istoimene bobotske podskupine ceramskih jezika, austronezijska porodica. Govori ga 4 500 ljudi (1989 SIL) u Molucima na jugoistoku otoka Ceram (Seram), Indonezija.
Leksički su mu najbliži sepa [spb] i teluti [tlt], 44%. Naziv atiahu, dolazi po selu.

## Vanjske poveznice
- Ethnologue (14th)
- Ethnologue (15th)